# La Nueva Era, Hidalgo
La Nueva Era är en ort i Mexiko.   Den ligger i kommunen Tlahuiltepa och delstaten Hidalgo, i den sydöstra delen av landet, 170 km norr om huvudstaden Mexico City. La Nueva Era ligger 1 811 meter över havet och antalet invånare är 262.
Terrängen runt La Nueva Era är huvudsakligen bergig, men den allra närmaste omgivningen är kuperad. La Nueva Era ligger uppe på en höjd. Runt La Nueva Era är det ganska glesbefolkat, med 38 invånare per kvadratkilometer. Närmaste större samhälle är Chapulhuacán, 18,7 km norr om La Nueva Era. I omgivningarna runt La Nueva Era växer i huvudsak städsegrön lövskog.